# Estola daidalea
Estola daidalea là một loài bọ cánh cứng trong họ Cerambycidae.